# Lịch sử hành chính Hà Nam
Hà Nam là một tỉnh thuộc vùng đồng bằng sông Hồng, miền Bắc Việt Nam. Phía bắc giáp thành phố Hà Nội. Phía nam giáp tỉnh Nam Định. Phía đông giáp tỉnh Thái Bình. Phía tây giáp tỉnh Hòa Bình. Lịch sử hành chính Hà Nam có thể xem mốc khởi đầu từ năm 1890 với sự kiệm phủ Lý Nhân được tách khỏi tỉnh Hà Nội để thành lập tỉnh Hà Nam. Tính đến ngày 12 tháng 6 năm 2025, tỉnh Hà Nam có 06 đơn vị hành chính cấp huyện, gồm 03 huyện, 02 thị xã và 01 thành phố; 98 đơn vị hành chính cấp xã, gồm 65 xã, 29 phường và 04 thị trấn.

## Thời cổ đại
Từ thời Hùng Vương, vùng đất Hà Nam ngày nay nằm trong quận Vũ Bình thuộc bộ Giao Chỉ. Thời Bắc thuộc, là đất thuộc quận Giao Chỉ. Đời Lý gọi là châu Lị Nhân (蒞仁州).

## Thời trung đại
Sử chép các vua Lý Thái Tông, Lý Nhân Tông từng cho dựng hành cung ở châu Lị Nhân (Toàn thư, BK2-35a). Đời Trần cũng gọi là châu Lị Nhân (bản in Việt sử lược in sót nét thành Vị Nhân 位仁), thuộc lộ Đông Đô. Thời thuộc Minh là huyện Lị Nhân thuộc phủ Giao Châu. Đời Lê kiêng âm (đọc Lợi Nhân) nhưng vẫn viết Lị 蒞 không phải đổi chữ. Đến đời Lê Thánh Tông thăng làm phủ, thuộc Sơn Nam thừa tuyên. Khoảng năm 1624, Thượng thư Nguyễn Khải đã cho chuyển thủ phủ trấn Sơn Nam từ thôn Tường Lân, huyện Duy Tiên, phủ Lỵ Nhân đến đóng ở thôn Châu Cầu thuộc tổng Phù Đạm, huyện Kim Bảng, phủ Lỵ Nhân, trấn Sơn Nam Thượng.
Năm Minh Mạng thứ 3 (1822) đổi là phủ Lý Nhân (里仁府), vẫn gồm 5 huyện Kim Bảng, Duy Tiên (trước Lê Trung hưng là Duy Tân), Thanh Liêm, Nam Xương (Nam Xang), Bình Lục như thời Lê sơ. Năm 1831, Minh Mạng cho lập tỉnh Hà Nội và sáp nhập phủ Lý Nhân của trấn Sơn Nam vào tỉnh Hà Nội.

## Thời Pháp thuộc và Nhật thuộc

### Tỉnh Hà Nam - Những thay đổi hành chính
Đến tháng 10 năm 1890 (đời vua Thành Thái năm thứ 2), phủ Lý Nhân được tách khỏi tỉnh Hà Nội để lập tỉnh Hà Nam. Bấy giờ, tỉnh Hà Nam gồm 5 huyện Duy Tiên, Kim Bảng, Thanh Liêm, Bình Lục, Nam Xương (Nam Xang), gồm 33 tổng. Công sứ Pháp đầu tiên là P. Dufrénil
Ngày 20 tháng 10 năm 1908, Toàn quyền Đông Dương ra nghị định đem toàn bộ phủ Liêm Bình và 17 xã của huyện Vụ Bản và Thượng Nguyên (phần nam Mỹ Lộc) của tỉnh Nam Định, cùng với 2 tổng Mộc Hoàn, Chuyên nghiệp của huyện Phú Xuyên (Hà Nội), nhập vào huyện Duy Tiên, tỉnh Hà Nam. Năm 1908, Joseph Reydellet làm công sứ tỉnh; ở huyện Duy Tiên lúc ấy do Đặng Hữu Bảng làm tri huyện

## Giai đoạn 1945 - 1954

### Về phíaViệt Nam Dân chủ Cộng hòa
Sau năm 1945, bỏ cấp phủ, gọi chung là huyện. Tỉnh Hà Nam có 1 thị xã Hà Nam và 6 huyện: Bình Lục, Duy Tiên, Kim Bảng, Lạc Thủy, Lý Nhân, Thanh Liêm.
Năm 1946, đổi tên một số xã thuộc huyện Lạc Thủy.
Năm 1953, 3 huyện Mỹ Lộc, Vụ Bản, Ý Yên của tỉnh Nam Định nhập vào tỉnh Hà Nam; chuyển trở lại huyện Lạc Thủy về tỉnh Hòa Bình.

## Giai đoạn 1954 - 1975
Năm 1956, 3 huyện Mỹ Lộc, Vụ Bản, Ý Yên được sáp nhập trở lại vào tỉnh Nam Định.
Năm 1965, Hà Nam được hợp nhất với tỉnh Nam Định thành tỉnh Nam Hà.
Năm 1966, hợp nhất một số xã thuộc huyện Bình Lục.
- Sáp nhập toàn bộ xã Bình Thành vào xã Tiêu Động.
- Sáp nhập một phần xã Hòa Bình vào xã Quế Sơn.
- Sáp nhập một phần xã Đồng Du vào xã Hưng Công.
- Sáp nhập một phần xã Hưng Công vào xã Bối Cầu.

Năm 1967, hợp nhất một số xã thuộc huyện Duy Tiên..
- Thành lập xã Chuyên Ngoại trên cơ sở toàn bộ xã Chuyên Mỹ và xã Yên Hà.
- Thành lập xã Trác Văn trên cơ sở toàn bộ xã Thắng Lợi và xã Thành Công.
- Thành lập xã Yên Nam trên cơ sở toàn bộ xã Tiên Hương và xã Tiên Minh.
- Thành lập xã Lam Cầu Hạ trên cơ sở toàn bộ xã Tiên Hồng và xã Tiên Hòa.
- Thành lập xã Hoàng Đông trên cơ sở toàn bộ xã Tiên Thái và xã Tiên Lý.

Năm 1972, hợp nhất một số xã thuộc huyện Lý Nhân.
- Thành lập xã Chân Hồng trên cơ sở toàn bộ xã Hồng Lý và xã Chân Lý.
- Giải thể xã Nhân Long, sáp nhập vào 2 xã Nhân Thịnh và Nhân Phúc.

## Giai đoạn 1975 - 2025

### TỉnhHà Nam Ninh

#### Năm 1975: Quốc hội nướcViệt Nam Dân chủ Cộng hòakhóa V, Kỳ họp thứ 2
- Nghị quyết ngày 27 tháng 12 năm 1975 của Quốc hội nước Việt Nam Dân chủ Cộng hòa khóa V, Kỳ họp thứ 2[7] về việc hợp nhất một số tỉnh:
- Tỉnh Nam Hà, tỉnh Ninh Bình, tỉnh Hà Nam Ninh

1. Hợp nhất tỉnh Nam Hà và tỉnh Ninh Bình thành một tỉnh mới, lấy tên là tỉnh Hà Nam Ninh.
2. Tổ chức trên địa bàn gồm 6 đơn vị hành chính cấp huyện, bao gồm thị xã Hà Nam và 5 huyện: Bình Lục, Duy Tiên, Kim Bảng, Lý Nhân, Thanh Liêm.

#### Năm 1976: Quyết định số 1506-TCCP
- Quyết định số 1506-TCCP[8] ngày 18 tháng 12 năm 1976 của Phủ Thủ tướng về việc hợp nhất và điều chỉnh địa giới của một số xã thuộc tỉnh Hà Nam Ninh:
- Huyện Bình Lục

1. Hợp nhất xã Quế Sơn và xã Hòa Bình thành một xã, lấy tên là xã An Lão.

- Huyện Duy Tiên

1. Hợp nhất xã Tiên Thắng và xã Tiên Yên thành một xã, lấy tên là xã Yên Bắc.
2. Hợp nhất xã Trác Bút và xã Chuyên Nội và thôn Duyên Giang (xã Tiên Yên) thành một xã, lấy tên là xã Châu Giang.

#### Năm 1977: Quyết định số 617-VP18
- Quyết định số 617-VP18[9] ngày 23 tháng 2 năm 1977 của Phủ Thủ tướng về việc hợp nhất và điều chỉnh địa giới của một số xã thuộc các huyện của tỉnh Hà Nam Ninh:
- Huyện Kim Bảng

1. Hợp nhất xã Khả Phong và xã Ba Sao thành một xã lấy tên là xã Khả Phong.

- Huyện Thanh Liêm

1. Sáp nhập thôn Đại Vượng của xã Thanh Tâm vào xã Thanh Nguyên.

- Huyện Lý Nhân

1. Hợp nhất xã Chính Lý và xã Hùng Lý thành một xã lấy tên là xã Chính Lý.
2. Hợp nhất xã Nguyên Lý và xã Hòa Lý thành một xã lấy tên là xã Nguyên Lý.
3. Hợp nhất xã Tân Lý và xã Chân Hồng thành một xã lấy tên là xã Chân Lý.
4. Hợp nhất xã Nhân Hòa và xã Nhân Hậu thành một xã lấy tên là xã Hòa Hậu.

#### Năm 1977: Quyết định số 125-CP
- Quyết định số 125-CP[10] ngày 27 tháng 4 năm 1977 của Hội đồng Chính phủ về việc hợp nhất và điều chỉnh địa giới một số huyện, thị xã thuộc tỉnh Hà Nam Ninh:
- Huyện Kim Bảng, huyện Thanh Liêm, thị xã Hà Nam, huyện Kim Thanh

1. Hợp nhất huyện Kim Bảng, huyện Thanh Liêm và thị xã Hà Nam thành một huyện lấy tên là huyện Kim Thanh.
2. Thị xã Hà Nam chuyển thành thị trấn huyện lỵ gọi tên là thị trấn Hà Nam thuộc huyện Kim Thanh.

- Thành phố Nam Định, huyện Bình Lục

1. Sáp nhập 9 xã của thành phố Nam Định: Mỹ Thịnh, Mỹ Thuận, Mỹ Tiến, Mỹ Thành, Mỹ Hà, Mỹ Thắng, Mỹ Phúc, Mỹ Hưng, Mỹ Trung vào huyện Bình Lục.

#### Năm 1977: Quyết định số 97-BT
- Quyết định số 97-BT[11] ngày 3 tháng 5 năm 1977 của Phủ Thủ tướng về việc hợp nhất một số xã thuộc huyện Kim Thanh, tỉnh Hà Nam Ninh:
- Huyện Kim Thanh

1. Hợp nhất xã Thanh Châu và Liêm Trung thành một xã lấy tên là xã Thanh Trung
2. Hợp nhất xã Thanh Tuyền và xã Thanh Lâm thành một xã lấy tên là xã Thanh Tuyền.
3. Hợp nhất xã Liêm Chính và Liêm Tuyền thành một xã lấy tên là xã Thanh Giang.

#### Năm 1978: Quyết định số 22-BT
- Quyết định số 22-BT[12] ngày 1 tháng 2 năm 1978 của Phủ Thủ tướng về việc hợp nhất và điều chỉnh địa giới một số xã thuộc các huyện Nam Ninh, Vụ Bản, Lý Nhân và Kim Sơn thuộc tỉnh Hà Nam Ninh:
- Huyện Lý Nhân

1. Hợp nhất xã Nhân Tiến và xã Nhân Thắng thành một xã lấy tên là xã Tiến Thắng.

#### Năm 1978: Quyết định số 51-BT
- Quyết định số 51-BT[13] ngày 27 tháng 3 năm 1978 của Phủ Thủ tướng về việc hợp nhất một số xã thuộc các huyện Nam Ninh, Kim Sơn và Lý Nhân, tỉnh Hà Nam Ninh và thành lập xã Nam Điền thuộc huyện Nghĩa Hưng cùng tỉnh:
- Huyện Lý Nhân

1. Hợp nhất xã Nhân Phú và xã Nhân Phúc thành một xã lấy tên là xã Phú Phúc.
2. Hợp nhất xã Bảo Lý và xã Chung Lý thành một xã lấy tên là xã Bắc Lý.

#### Năm 1981: Quyết định số 3-CP
- Quyết định số 3-CP[14] ngày 3 tháng 1 năm 1981 của Hội đồng Chính phủ về việc thống nhất tên gọi các đơn vị hành chính ở nội thành nội thị:

1. Từ nay ở nội thành, đơn vị hành chính cấp dưới trực tiếp của thành phố trực thuộc trung ương đều thống nhất gọi là quận; các đơn vị hành chính cơ sở ở nội thành, nội thị của các thành phố thuộc tỉnh, thị xã và quận gọi là phường.

#### Năm 1981: Quyết định số 151-CP
- Quyết định số 151-CP[15] ngày 9 tháng 4 năm 1981 của Hội đồng Chính phủ về việc điều chỉnh địa giới một số huyện và thị trấn thuộc tỉnh Hà Nam Ninh:
- Huyện Kim Thanh, thị xã Hà Nam, huyện Kim Bảng, huyện Thanh Liêm

1. Chia huyện Kim Thanh thành 1 thị xã lấy tên là thị xã Hà Nam và 2 huyện lấy tên là huyện Kim Bảng và huyện Thanh Liêm.
  1. Thị xã Hà Nam bao gồm toàn bộ đất đai của thị trấn Hà Nam và gồm có các phường Lương Khánh Thiện, Minh Khai, Hai Bà Trưng, Trần Hưng Đạo.
  2. Huyện Kim Bảng gồm có các xã Nguyễn Uý, Lê Hồ, Kim Bình, Thi Sơn, Đồng Hoá, Đại Cương, Phù Vân, Châu Sơn, Khả Phong,Văn Xá, Tượng Lĩnh, Nhật Tân, Thanh Sơn, Hoàng Tây, Thuỵ Lối, Liên Sơn, Nhật Tựu, Ngọc Sơn, Tân Sơn. Trụ sở huyện đóng tại xã Ngọc Sơn.
  3. Huyện Thanh Liêm gồm có các xã Thanh Tân, Thanh Hà, Thanh Hương, Thanh Thủy, Thanh Lưu, Thanh Bình, Thanh Hải, Thanh Nguyên, Thanh Nghị, Thanh Tuyền, Thanh Tâm, Thanh Trung, Thanh Giang, Thanh Phong, Liêm Sơn, Liêm Túc, Liêm Cần, Liêm Tiết, Liêm Thuận, Liêm Phong. Trụ sở huyện đóng tại xã Thanh Hà.

#### Năm 1982: Quyết định số 196-HĐBT
- Quyết định số 196-HĐBT[16] ngày 14 tháng 12 năm 1982 của Hội đồng Bộ trưởng về việc điều chỉnh địa giới phường và một số xã thuộc tỉnh Hà Nam Ninh:
- Huyện Thanh Liêm

1. Chia xã Thanh Chung thành hai xã lấy tên là xã Thanh Châu và xã Liêm Chung.
2. Chia xã Thanh Giang thành hai xã lấy tên là xã Liêm Tuyền và xã Liêm Chính.

#### Năm 1982: Quyết định số 200-HĐBT
- Quyết định số 200-HĐBT[17] ngày 17 tháng 12 năm 1982 của Hội đồng Bộ trưởng về việc mở rộng địa giới hai thị xã Hà Nam, Ninh Bình và thành lập thị xã Tam Điệp thuộc tỉnh Hà Nam Ninh:
- Huyện Thanh Liêm, thị xã Hà Nam

1. Tách 2 xã Thanh Châu và Liêm Chính của huyện Thanh Liêm để sáp nhập vào thị xã Hà Nam.
2. Thị xã Hà Nam sau khi được mở rộng gồm 4 phường là: Lương Khánh Thiện, Minh Khai, Hai Bà Trưng, Trần Hưng Đạo và 2 xã là: Thanh Châu, Liêm Chính.

#### Năm 1984: Quyết định số 2-HĐBT
- Quyết định số 2-HĐBT[18] ngày 10 tháng 1 năm 1984 của Hội đồng Bộ trưởng về việc phân vạch địa giới một số xã, thị trấn thuộc tỉnh Hà Nam Ninh:
- Huyện Kim Bảng

1. Chia xã Khả Phong (huyện Kim Bảng) thành 2 xã lấy tên là xã Khả Phong và xã Ba Sao.

- Huyện Thanh Liêm

1. Chia xã Thanh Tuyền (huyện Thanh Liêm) thành 2 đơn vị hành chính lấy tên là xã Thanh Tuyền và thị trấn Kiên Khê.

- Huyện Duy Tiên

1. Cắt 272 hécta đất do các trạm trại của Trung ương, tỉnh, huyện quản lý đóng trên khu vực Đồng Văn; cắt 15 hécta của phố Đồng Văn thuộc xã Duy Minh; cắt 130 hécta của phố Đồng Văn thuộc đất Hoàng Đông và làng Đồng Văn của xã Hoàng Đông để thành lập thị trấn Đồng Văn.

#### Năm 1984: Quyết định số 5-HĐBT
- Quyết định số 5-HĐBT[19] ngày 12 tháng 1 năm 1984 của Hội đồng Bộ trưởng về việc mở rộng địa giới thành phố Nam Định thuộc tỉnh Hà Nam Ninh:
- Huyện Bình Lục, thành phố Nam Định

1. Sáp nhập xã Mỹ Phúc và xã Mỹ Trung của huyện Bình Lục vào thành phố Nam Định thuộc tỉnh Hà Nam Ninh.

#### Năm 1986: Quyết định số 34-HĐBT
- Quyết định số 34-HĐBT[20] ngày 1 tháng 4 năm 1985 của Hội đồng Bộ trưởng về việc điều chỉnh địa giới hành chính một số xã, thị trấn thuộc tỉnh Hà Nam Ninh:

- Huyện Duy Tiên

1. Thành lập thị trấn Hòa Mạc (thị trấn huyện lỵ huyện Duy Tiên) trên cơ sở 46,68 hécta diện tích tự nhiên của xã Yên Bắc; và 122,31 hécta diện tích tự nhiên của xã Trắc Văn.

- Huyện Kim Bảng

1. Thành lập thị trấn Quế (thị trấn huyện lỵ huyện Kim Bảng) trên cơ sở 15 hécta diện tích tự nhiên của xã Kim Bình, 111,13 hécta diện tích tự nhiên của xã Văn Xá và 62,05 hécta diện tích tự nhiên của xã Ngọc Sơn.

#### Năm 1987: Quyết định số 26-HĐBT
- Quyết định số 26-HĐBT[21] ngày 13 tháng 2 năm 1987 của Hội đồng Bộ trưởng về việc thành lập và đổi tên một số thị trấn của các huyện Bình Lục, Lý Nhân, Nghĩa Hưng và Kim Sơn thuộc tỉnh Hà Nam Ninh:
- Huyện Bình Lục

1. Thành lập thị trấn Bình Mỹ (thị trấn huyện lỵ huyện Bình Lục) trên cơ sở 1,44 hécta đất với 51 nhân khẩu của xã An Đổ; 164,48 hécta đất với 947 nhân khẩu của xã An Mỹ; 90 hécta đất với 573 nhân khẩu của xã Mỹ Thọ và 3,91 hécta đất của xã Trung Lương.

- Huyện Lý Nhân

1. Thành lập thị trấn Vĩnh Trụ (thị trấn huyện lỵ huyện Lý Nhân) trên cơ sở 175,84 hécta đất với 3.518 nhân khẩu của xã Đồng Lý và 3,15 hécta đất của xã Đức Lý.

### TỉnhNam Hà

#### Năm 1991: Quốc hội khóa VIII, Kỳ họp thứ 10
- Nghị quyết ngày 26 tháng 12 năm 1991 của Quốc hội khóa VIII, Kỳ họp thứ 10[22] về việc phân vạch lại địa giới hành chính một số tỉnh:
- Tỉnh Hà Nam Ninh, tỉnh Nam Hà, tỉnh Nam Định

1. Chia tỉnh Hà Nam Ninh thành 2 tỉnh, lấy tên là tỉnh Nam Hà và tỉnh Ninh Bình.
2. Tỉnh Nam Hà có 13 đơn vị hành chính gồm: thành phố Nam Định, thị xã Hà Nam và 11 huyện: Xuân Thủy, Hải Hậu, Nghĩa Hưng, Nam Ninh, Ý Yên, Vụ Bản, Bình Lục, Lý Nhân, Thanh Liêm, Duy Tiên, Kim Bảng có diện tích tự nhiên 2.423,59 km2; với số dân 2.435.995 người. Tỉnh lỵ: Thành phố Nam Định.

### TỉnhHà Nam

#### Năm 1996: Quốc hội khóa IX, Kỳ họp thứ 10
- Nghị quyết ngày 6 tháng 11 năm 1996 của Quốc hội khóa IX, Kỳ họp thứ 10[23] về việc chia và điều chỉnh địa giới hành chính một số tỉnh:
- Tỉnh Nam Hà, tỉnh Hà Nam

1. Chia tỉnh Nam Hà thành hai tỉnh là tỉnh Hà Nam và tỉnh Nam Định:
  1. Tỉnh Hà Nam có sáu đơn vị hành chính gồm: Thị xã Phủ Lý và năm huyện: Lý Nhân, Bình Lục, Kim Bảng, Thanh Liêm, Duy Tiên; có diện tích 826,66 km2, với số dân 804.800 người. Tỉnh lỵ: Thị xã Phủ Lý.
  2. Tỉnh Nam Định có bảy đơn vị hành chính gồm: Thành phố Nam Định và sáu huyện: Xuân Thủy, Hải Hậu, Nghĩa Hưng, Nam Ninh, Ý Yên, Vụ Bản và 7 xã Mỹ Thuận, Mỹ Tiến, Mỹ Hà, Mỹ Thịnh, Mỹ Thành, Mỹ Thắng, Mỹ Hưng thuộc huyện Bình Lục nay chuyển giao về thành phố Nam Định thuộc tỉnh Nam Định quản lý; có diện tích 1.669,36 km2, với số dân 1.898.100 người. Tỉnh lỵ: Thành phố Nam Định.

#### Năm 2000: Nghị định số 53/2000/NĐ-CP
- Nghị định số 53/2000/NĐ-CP[24] ngày 25 tháng 9 năm 2000 của Chính phủ về việc điều chỉnh địa giới hành chính, mở rộng thị xã Phủ Lý, tỉnh Hà Nam:
- Huyện Kim Bảng, huyện Duy Tiên, huyện Thanh Liêm, thị xã Phủ Lý

1. Sáp nhập nguyên trạng các xã Phù Vân, xã Châu Sơn thuộc huyện Kim Bảng vào thị xã Phủ Lý.
2. Sáp nhập nguyên trạng xã Liêm Trung thuộc huyện Thanh Liêm vào thị xã Phủ Lý.
3. Sáp nhập nguyên trạng xã Lam Hạ thuộc huyện Duy Tiên vào thị xã Phủ Lý.
4. Sau khi điều chỉnh địa giới hành chính các huyện để mở rộng thị xã:
  1. Thị xã Phủ Lý có 3.424,87 ha diện tích tự nhiên và 70.495 nhân khẩu.
  2. Huyện Kim Bảng có 18.444,11 ha diện tích tự nhiên và 128.771 nhân khẩu; gồm 19 đơn vị hành chính trực thuộc.
  3. Huyện Thanh Liêm có 17.493,37 ha diện tích tự nhiên và 132.198 nhân khẩu; gồm 20 đơn vị hành chính trực thuộc.
  4. Huyện Duy Tiên có 13.105,18 ha diện tích tự nhiên và 127.618 nhân khẩu; gồm 21 đơn vị hành chính trực thuộc.

- Thị xã Phủ Lý

1. Thành lập phường Lê Hồng Phong trên cơ sở 271,78 ha diện tích tự nhiên và 6.083 nhân khẩu của xã Châu Sơn.
2. Thành lập phường Quang Trung trên cơ sở 222,5 ha diện tích tự nhiên và 3.042 nhân khẩu của xã Lam Hạ; 23,56 ha diện tích tự nhiên và 2.503 nhân khẩu của phường Lương Khánh Thiện; 15,53 ha diện tích tự nhiên và 721 nhân khẩu của phường Minh Khai.
3. Sáp nhập 0,9 ha diện tích tự nhiên và 18 nhân khẩu thuộc xã Liêm Chính vào phường Lương Khánh Thiện.
4. Sáp nhập 13,24 ha diện tích tự nhiên và 17 nhân khẩu thuộc xã Liêm Chính vào phường Minh Khai. Sáp nhập 1.570 nhân khẩu thuộc phường Minh Khai vào xã Phù Vân.
5. Sáp nhập 36,47 ha diện tích tự nhiên và 519 nhân khẩu thuộc xã Liêm Chính vào phường Hai Bà Trưng. Sáp nhập 2,5 ha diện tích tự nhiên thuộc xã Thanh Châu vào phường Hai Bà Trưng.
6. Sáp nhập 12,81 ha diện tích tự nhiên và 12 nhân khẩu thuộc xã Liêm Chính vào phường Trần Hưng Đạo. Sáp nhập 0,2 ha diện tích tự nhiên thuộc xã Thanh Châu vào phường Trần Hưng Đạo.
7. Sau khi điều chỉnh, xã Liêm Chính có 332,47 ha diện tích tự nhiên và 4.128 nhân khẩu, xã Thanh Châu có 323,55 ha diện tích tự nhiên và 5.430 nhân khẩu, xã Châu Sơn có 555,82 ha diện tích tự nhiên và 5.945 nhân khẩu, xã Lam Hạ có 621,59 ha diện tích tự nhiên và 5.561 nhân khẩu, xã Phù Vân có 564,85 ha diện tích tự nhiên và 7.791 nhân khẩu.
8. Thị xã Phủ Lý sau khi điều chỉnh địa giới hành chính có 12 đơn vị hành chính trực thuộc gồm các phường: Lê Hồng Phong, Quang Trung, Lương Khánh Thiện, Minh Khai, Hai Bà Trưng, Trần Hưng Đạo và các xã: Liêm Chính, Thanh Châu, Châu Sơn, Lam Hạ, Liêm Chung, Phù Vân.

#### Năm 2008: Nghị định số 72/2008/NĐ-CP
- Nghị định số 72/2008/NĐ-CP[25] ngày 9 tháng 6 năm 2008 của Chính phủ về việc thành lập thành phố Phủ Lý thuộc tỉnh Hà Nam:
- Thành phố Phủ Lý

1. Thành lập thành phố Phủ Lý thuộc tỉnh Hà Nam trên cơ sở toàn bộ diện tích tự nhiên, dân số và các đơn vị hành chính trực thuộc của thị xã Phủ Lý.
2. Thành phố Phủ Lý có diện tích tự nhiên 3.426,77 ha và 121.350 nhân khẩu, có 12 đơn vị hành chính, gồm các phường: Minh Khai, Hai Bà Trưng, Lương Khánh Thiện, Trần Hưng Đạo, Quang Trung, Lê Hồng Phong và các xã: Thanh Châu, Liêm Chính, Lam Hạ, Phù Vân, Liêm Chung, Châu Sơn.

#### Năm 2009: Nghị quyết số 41/NQ-CP
- Nghị quyết số 41/NQ-CP[26] ngày 27 tháng 8 năm 2009 của Chính phủ về việc thành lập thị trấn Ba Sao thuộc huyện Kim Bảng, tỉnh Hà Nam:
- Huyện Kim Bảng

1. Thành lập thị trấn Ba Sao trên cơ sở nguyên trạng xã Ba Sao thuộc huyện Kim Bảng, tỉnh Hà Nam.
2. Sau khi thành lập thị trấn Ba Sao, huyện Kim Bảng có 19 đơn vị hành chính trực thuộc, bao gồm: thị trấn Quế, thị trấn Ba Sao và các xã: Văn Xá, Đồng Hóa, Tân Sơn, Liên Sơn, Nhật Tựu, Lê Hồ, Kim Bình, Hoàng Tây, Thụy Lôi, Đại Cương, Nhật Tân, Nguyễn Úy, Ngọc Sơn, Thi Sơn, Thanh Sơn, Khả Phong, Tượng Lĩnh.

#### Năm 2013: Nghị quyết số 89/NQ-CP
- Nghị quyết số 89/NQ-CP[27] ngày 23 tháng 7 năm 2013 của Chính phủ về việc điều chỉnh địa giới hành chính các huyện Duy Tiên, Bình Lục, Thanh Liêm, Kim Bảng để mở rộng địa giới hành chính thành phố Phủ Lý và thành lập các phường thuộc thành phố Phủ Lý, tỉnh Hà Nam:
- Huyện Duy Tiên, huyện Bình Lục, huyện Thanh Liêm, huyện Kim Bảng, thành phố Phủ Lý

1. Điều chỉnh 1.673,79 ha diện tích tự nhiên và 12.417 nhân khẩu của huyện Duy Tiên (gồm toàn bộ diện tích tự nhiên và nhân khẩu của các xã Tiên Tân, Tiên Hiệp và Tiên Hải); 1.236,54 ha diện tích tự nhiên và 12.868 nhân khẩu của huyện Bình Lục (gồm toàn bộ diện tích tự nhiên và nhân khẩu của các xã Đinh Xá, Trịnh Xá); 1.359,30 ha diện tích tự nhiên và 16.154 nhân khẩu của huyện Thanh Liêm (gồm toàn bộ diện tích tự nhiên và nhân khẩu của các xã Liêm Tuyền, Liêm Tiết; 458,31 ha diện tích tự nhiên và toàn bộ 7.478 nhân khẩu của xã Thanh Tuyền); 1.090,90 ha diện tích tự nhiên và 11.108 nhân khẩu của huyện Kim Bảng (gồm 628,53 ha diện tích tự nhiên và toàn bộ 5.945 nhân khẩu của xã Kim Bình; 462,37 ha diện tích tự nhiên và 5.163 nhân khẩu của xã Thanh Sơn) về thành phố Phủ Lý quản lý.
2. Điều chỉnh phần diện tích tự nhiên còn lại của xã Thanh Tuyền, huyện Thanh Liêm là 8,46 ha (gồm diện tích trụ sở Huyện ủy, Hội đồng nhân dân, Ủy ban nhân dân huyện Thanh Liêm và trụ sở một số cơ quan trực thuộc huyện) về xã Thanh Hà, huyện Thanh Liêm quản lý.
3. Điều chỉnh phần diện tích tự nhiên còn lại của xã Kim Bình, huyện Kim Bảng là 6,04 ha (gồm diện tích nhà máy nước và trạm bơm trục đứng Quế) về thị trấn Quế, huyện Kim Bảng quản lý.
4. Điều chỉnh 462,37 ha diện tích tự nhiên và 5.163 nhân khẩu của xã Thanh Sơn, huyện Kim Bảng về phường Lê Hồng Phong, thành phố Phủ Lý quản lý.

- Thành phố Phủ Lý

1. Thành lập các phường thuộc thành phố Phủ Lý
  1. Thành lập phường Thanh Châu thuộc thành phố Phủ Lý trên cơ sở toàn bộ xã Thanh Châu.
  2. Thành lập phường Châu Sơn thuộc thành phố Phủ Lý trên cơ sở toàn bộ xã Châu Sơn.
  3. Thành lập phường Liêm Chính thuộc thành phố Phủ Lý trên cơ sở toàn bộ xã Liêm Chính.
  4. Thành lập phường Lam Hạ thuộc thành phố Phủ Lý trên cơ sở toàn bộ xã Lam Hạ.
  5. Thành lập phường Thanh Tuyền thuộc thành phố Phủ Lý trên cơ sở toàn bộ xã Thanh Tuyền (sau khi điều chỉnh về thành phố Phủ Lý quản lý).
2. Sau khi điều chỉnh địa giới hành chính các huyện, xã để mở rộng địa giới hành chính thành phố Phủ Lý và thành lập các phường thuộc thành phố Phủ Lý
  1. Thành phố Phủ Lý có 8.787,30 ha diện tích tự nhiên, 136.654 nhân khẩu và 21 đơn vị hành chính cấp xã, gồm 11 phường: Minh Khai, Hai Bà Trưng, Lương Khánh Thiện, Trần Hưng Đạo, Lê Hồng Phong, Quang Trung, Thanh Châu, Liêm Chính, Châu Sơn, Lam Hạ, Thanh Tuyền và 10 xã: Liêm Chung, Phù Vân, Tiên Tân, Tiên Hiệp, Tiên Hải, Đinh Xá, Trịnh Xá, Liêm Tuyền, Liêm Tiết, Kim Bình.
  2. Huyện Duy Tiên còn lại 12.100,36 ha diện tích tự nhiên, 115.011 nhân khẩu và 18 đơn vị hành chính cấp xã, gồm 02 thị trấn: Đồng Văn, Hòa Mạc và 16 xã: Mộc Bắc, Mộc Nam, Chuyên Ngoại, Trác Văn, Châu Giang, Yên Bắc, Yên Nam, Đọi Sơn, Châu Sơn, Tiên Phong, Tiên Ngoại, Tiên Nội, Bạch Thượng, Hoàng Đông, Duy Minh, Duy Hải.
  3. Huyện Bình Lục còn lại 14.401,02 ha diện tích tự nhiên, 133.978 nhân khẩu và 19 đơn vị hành chính cấp xã, gồm thị trấn Bình Mỹ và 18 xã: Bình Nghĩa, Tràng An, Đồng Du, Ngọc Lũ, Hưng Công, Đồn Xá, An Ninh, Bồ Đề, Bối Cầu, An Mỹ, An Nội, Vũ Bản, Trung Lương, Mỹ Thọ, An Đổ, La Sơn, Tiêu Động, An Lão.
  4. Huyện Thanh Liêm còn lại 16.471,98 ha diện tích tự nhiên, 113.077 nhân khẩu và 17 đơn vị hành chính cấp xã, gồm thị trấn Kiện Khê và 16 xã: Liêm Phong, Liêm Cần, Liêm Thuận, Liêm Túc, Liêm Sơn, Thanh Bình, Thanh Thủy, Thanh Phong, Thanh Lưu, Thanh Tân, Thanh Hương, Thanh Nghị, Thanh Tâm, Thanh Nguyên, Thanh Hải, Thanh Hà.
  5. Huyện Kim Bảng còn lại 17.571,72 ha diện tích tự nhiên, 116.054 nhân khẩu và 18 đơn vị hành chính cấp xã, gồm 02 thị trấn: Quế, Ba Sao và 16 xã: Tượng Lĩnh, Nguyễn Úy, Lê Hồ, Tân Sơn, Thụy Lôi, Ngọc Sơn, Đồng Hóa, Đại Cương, Nhật Tân, Nhật Tựu, Hoàng Tây, Văn Xá, Khả Phong, Liên Sơn, Thi Sơn, Thanh Sơn.
  6. Tỉnh Hà Nam có 86.049 ha diện tích tự nhiên, 786.860 nhân khẩu và 06 đơn vị hành chính cấp huyện, gồm thành phố Phủ Lý thuộc tỉnh và 05 huyện: Bình Lục, Duy Tiên, Kim Bảng, Thanh Liêm, Lý Nhân; 116 đơn vị hành chính cấp xã, gồm 98 xã, 11 phường và 07 thị trấn.

#### Năm 2019: Nghị quyết số 829/NQ-UBTVQH14
- Nghị quyết số 829/NQ-UBTVQH14[28] ngày 17 tháng 12 năm 2019 của Ủy ban Thường vụ Quốc hội về việc sắp xếp các đơn vị hành chính cấp huyện, cấp xã thuộc tỉnh Hà Nam:

- Huyện Duy Tiên

1. Điều chỉnh 0,434 km2 diện tích tự nhiên, 340 người của xã Yên Bắc; 0,857 km2 diện tích tự nhiên, 746 người của xã Tiên Nội; 0,828 km2 diện tích tự nhiên của xã Hoàng Đông; 0,44 km2 diện tích tự nhiên của xã Duy Minh; 0,0053 km2 diện tích tự nhiên của xã Bạch Thượng vào thị trấn Đồng Văn.
2. Điều chỉnh 2,119 km2 diện tích tự nhiên, 3.794 người của xã Yên Bắc; 1,721 km2 diện tích tự nhiên, 334 người của xã Châu Giang vào thị trấn Hòa Mạc.
3. Điều chỉnh 0,068 km2 diện tích tự nhiên của xã Yên Bắc; 0,17 km2 diện tích tự nhiên của thị trấn Đồng Văn vào xã Bạch Thượng.
4. Điều chỉnh 0,633 km2 diện tích tự nhiên của thị trấn Đồng Văn; 1,483 km2 diện tích tự nhiên của xã Bạch Thượng; 0,032 km2 diện tích tự nhiên của xã Duy Hải vào xã Duy Minh.
5. Điều chỉnh 0,023 km2 diện tích tự nhiên của xã Hoàng Đông vào xã Tiên Nội.
6. Điều chỉnh 0,441 km2 diện tích tự nhiên và 256 người của xã Duy Minh vào xã Duy Hải.
7. Điều chỉnh 0,049 km2 diện tích tự nhiên của thị trấn Đồng Văn; 0,017 km2 diện tích tự nhiên của xã Tiên Nội vào xã Hoàng Đông;

- Thị xã Duy Tiên

1. Thành lập thị xã Duy Tiên trên cơ sở toàn bộ huyện Duy Tiên, tỉnh Hà Nam.
2. Thành lập các phường thuộc thị xã Duy Tiên sau khi điều chỉnh địa giới đơn vị hành chính như sau:
  1. Thành lập phường Bạch Thượng trên cơ sở toàn bộ xã Bạch Thượng.
  2. Thành lập phường Châu Giang trên cơ sở toàn bộ xã Châu Giang.
  3. Thành lập phường Duy Hải trên cơ sở toàn bộ xã Duy Hải.
  4. Thành lập phường Duy Minh trên cơ sở toàn bộ xã Duy Minh.
  5. Thành lập phường Đồng Văn trên cơ sở toàn bộ thị trấn Đồng Văn.
  6. Thành lập phường Hòa Mạc trên cơ sở toàn bộ thị trấn Hòa Mạc.
  7. Thành lập phường Hoàng Đông trên cơ sở toàn bộ xã Hoàng Đông.
  8. Thành lập phường Tiên Nội trên cơ sở toàn bộ xã Tiên Nội.
  9. Thành lập phường Yên Bắc trên cơ sở toàn bộ xã Yên Bắc.
3. Thành lập xã Tiên Sơn trên cơ sở nhập toàn bộ xã Châu Sơn, xã Tiên Phong và xã Đọi Sơn.
4. Sau khi thành lập, thị xã Duy Tiên có 16 đơn vị hành chính cấp xã, gồm 09 phường: Bạch Thượng, Châu Giang, Duy Hải, Duy Minh, Đồng Văn, Hòa Mạc, Hoàng Đông, Tiên Nội, Yên Bắc và 07 xã: Chuyên Ngoại, Mộc Bắc, Mộc Nam, Tiên Ngoại, Tiên Sơn, Trác Văn, Yên Nam.

- Huyện Bình Lục

1. Nhập toàn bộ xã Mỹ Thọ và xã An Mỹ vào thị trấn Bình Mỹ.
2. Sau khi sắp xếp, huyện Bình Lục có 17 đơn vị hành chính cấp xã, gồm 16 xã và 01 thị trấn.

- Huyện Lý Nhân

1. Thành lập xã Trần Hưng Đạo trên cơ sở nhập toàn bộ xã Nhân Hưng và xã Nhân Đạo.
2. Nhập toàn bộ xã Đồng Lý vào thị trấn Vĩnh Trụ.
3. Sau khi sắp xếp, huyện Lý Nhân có 21 đơn vị hành chính cấp xã, gồm 20 xã và 01 thị trấn.

- Huyện Thanh Liêm

1. Thành lập thị trấn Tân Thanh trên cơ sở nhập toàn bộ xã Thanh Bình và xã Thanh Lưu.
2. Sau khi sắp xếp, huyện Thanh Liêm có 16 đơn vị hành chính cấp xã, gồm 14 xã và 02 thị trấn.
3. Tỉnh Hà Nam có 06 đơn vị hành chính cấp huyện, gồm 04 huyện, 01 thành phố và 01 thị xã; 109 đơn vị hành chính cấp xã, gồm 83 xã, 20 phường và 06 thị trấn.

#### Năm 2024: Nghị quyết số 1288/NQ-UBTVQH15
- Nghị quyết số 1288/NQ-UBTVQH15[29] ngày 14 tháng 11 năm 2024 của Ủy ban Thường vụ Quốc hội về việc sắp xếp đơn vị hành chính cấp huyện, cấp xã của tỉnh Hà Nam giai đoạn 2023 - 2025:
- Thị xã Kim Bảng

1. Thành lập thị xã Kim Bảng trên cơ sở toàn bộ huyện Kim Bảng.
2. Thành lập các phường thuộc thị xã Kim Bảng như sau:
  1. Thành lập phường Quế trên cơ sở toàn bộ thị trấn Quế.
  2. Thành lập phường Ba Sao trên cơ sở toàn bộ thị trấn Ba Sao.
  3. Thành lập phường Tượng Lĩnh trên cơ sở toàn bộ xã Tượng Lĩnh.
  4. Thành lập phường Thi Sơn trên cơ sở toàn bộ xã Thi Sơn.
  5. Thành lập phường Đồng Hóa trên cơ sở toàn bộ xã Đồng Hóa.
  6. Thành lập phường Ngọc Sơn trên cơ sở toàn bộ xã Ngọc Sơn.
  7. Thành lập phường Đại Cương trên cơ sở toàn bộ xã Đại Cương.
  8. Thành lập phường Lê Hồ trên cơ sở toàn bộ xã Lê Hồ.
  9. Thành lập phường Tân Sơn trên cơ sở toàn bộ xã Tân Sơn.
  10. Thành lập phường Tân Tựu trên cơ sở nhập toàn bộ xã Nhật Tân và Nhật Tựu.
3. Sau khi thành lập, thị xã Kim Bảng có 17 đơn vị hành chính cấp xã, gồm 10 phường: Ba Sao, Đại Cương, Đồng Hóa, Lê Hồ, Ngọc Sơn, Quế, Tân Sơn, Tân Tựu, Thi Sơn, Tượng Lĩnh và 07 xã: Hoàng Tây, Khả Phong, Liên Sơn, Nguyễn Úy, Thanh Sơn, Thụy Lôi, Văn Xá.

- Huyện Bình Lục

1. Thành lập xã Bình An trên cơ sở nhập toàn bộ xã Bối Cầu, xã An Nội và xã Bình Nghĩa.
2. Sau khi sắp xếp, huyện Bình Lục có 15 đơn vị hành chính cấp xã, gồm 14 xã và 01 thị trấn.

- Thị xã Duy Tiên

1. Thành lập xã Mộc Hoàn trên cơ sở nhập toàn bộ xã Mộc Nam và xã Mộc Bắc.
2. Sau khi sắp xếp, thị xã Duy Tiên có 15 đơn vị hành chính cấp xã, gồm 09 phường và 06 xã.

- Thành phố Phủ Lý

1. Thành lập phường Châu Cầu trên cơ sở nhập toàn bộ phường Minh Khai, phường Lương Khánh Thiện, phường Hai Bà Trưng và phường Trần Hưng Đạo.
2. Nhập toàn bộ xã Liêm Chung vào phường Liêm Chính.
3. Nhập toàn bộ xã Tiên Hải vào phường Lam Hạ.
4. Thành lập phường Tân Liêm trên cơ sở nhập toàn bộ xã Liêm Tuyền và xã Liêm Tiết.
5. Thành lập phường Tân Hiệp trên cơ sở nhập toàn bộ xã Tiên Hiệp và xã Tiên Tân.
6. Sau khi sắp xếp, thành phố Phủ Lý có 14 đơn vị hành chính cấp xã, gồm 10 phường và 04 xã.
7. Tỉnh Hà Nam có 06 đơn vị hành chính cấp huyện, gồm 03 huyện, 02 thị xã và 01 thành phố; 98 đơn vị hành chính cấp xã, gồm 65 xã, 29 phường và 04 thị trấn.

#### Năm 2025: Nghị quyết số 202/2025/QH15
- Nghị quyết số 202/2025/QH15[30] ngày 12 tháng 6 năm 2025 của Quốc hội về việc sắp xếp đơn vị hành chính cấp tỉnh:
- Tỉnh Hà Nam, tỉnh Nam Định, tỉnh Ninh Bình

1. Sắp xếp toàn bộ diện tích tự nhiên, quy mô dân số của tỉnh Hà Nam, tỉnh Nam Định và tỉnh Ninh Bình thành tỉnh mới có tên gọi là tỉnh Ninh Bình.

| Đơn vị hành chính của tỉnh Hà Nam (tính đến ngày 12 tháng 6 năm 2025) | Đơn vị hành chính của tỉnh Hà Nam (tính đến ngày 12 tháng 6 năm 2025)   | Đơn vị hành chính của tỉnh Hà Nam (tính đến ngày 12 tháng 6 năm 2025) |
| Số thứ tự                                                             | Đơn vị hành chính cấp huyện                                             | Đơn vị hành chính cấp xã |
| --------------------------------------------------------------------- | ----------------------------------------------------------------------- | --- |
| 1                                                                     | Thành phố Phủ Lý                                                        | 10 phường: Châu Cầu, Châu Sơn, Lam Hạ, Lê Hồng Phong, Liêm Chính, Quang Trung, Tân Hiệp, Tân Liêm, Thanh Châu, Thanh Tuyền và 4 xã: Đinh Xá, Kim Bình, Phù Vân, Trịnh Xá                                                              |
| 2                                                                     | Thị xã Duy Tiên                                                         | 9 phường: Bạch Thượng, Châu Giang, Duy Hải, Duy Minh, Đồng Văn, Hòa Mạc, Hoàng Đông, Tiên Nội, Yên Bắc và 6 xã: Chuyên Ngoại, Mộc Hoàn, Tiên Ngoại, Tiên Sơn, Trác Văn, Yên Nam                                                       |
| 3                                                                     | Thị xã Kim Bảng                                                         | 10 phường: Ba Sao, Đại Cương, Đồng Hóa, Lê Hồ, Ngọc Sơn, Quế, Tân Sơn, Tân Tựu, Thi Sơn, Tượng Lĩnh và 7 xã: Hoàng Tây, Khả Phong, Liên Sơn, Nguyễn Uý, Thụy Lôi, Thanh Sơn, Văn Xá                                                   |
| 4                                                                     | Huyện Bình Lục                                                          | Thị trấn Bình Mỹ và 14 xã: An Đổ, An Lão, An Ninh, Bình An, Bình Nghĩa, Bồ Đề, Đồn Xá, Đồng Du, La Sơn, Ngọc Lũ, Tiêu Động, Tràng An, Trung Lương, Vũ Bản                                                                             |
| 5                                                                     | Huyện Lý Nhân                                                           | Thị trấn Vĩnh Trụ và 20 xã: Bắc Lý, Chân Lý, Chính Lý, Công Lý, Đạo Lý, Đức Lý, Hòa Hậu, Hợp Lý, Nguyên Lý, Nhân Bình, Nhân Chính, Nhân Khang, Nhân Mỹ, Nhân Nghĩa, Nhân Thịnh, Phú Phúc, Tiến Thắng, Trần Hưng Đạo, Văn Lý, Xuân Khê |
| 6                                                                     | Huyện Thanh Liêm                                                        | 2 thị trấn: Kiện Khê, Tân Thanh và 14 xã: Liêm Cần, Liêm Phong, Liêm Sơn, Liêm Thuận, Liêm Túc, Thanh Hà, Thanh Hải, Thanh Hương, Thanh Nghị, Thanh Nguyên, Thanh Phong, Thanh Tâm, Thanh Tân, Thanh Thủy                             |
| Tổng cộng                                                             | 06 đơn vị hành chính cấp huyện, gồm 03 huyện, 02 thị xã và 01 thành phố | 98 đơn vị hành chính cấp xã, gồm 65 xã, 29 phường và 04 thị trấn |